# Dubrava kod Šibenika
Dubrava kod Šibenika es una localidad de Croacia situada en el municipio de Šibenik, en el condado de Šibenik-Knin. Según el censo de 2021, tiene una población de 1117 habitantes.

## Demografía
| Gráfica de población de Dubrava kod Šibenika 1857-2011              |
|                                                                     |
| Según los censos de población de la Oficina de Estadísticas Croata. |